# Lobelia trigonocaulis
Lobelia trigonocaulis là loài thực vật có hoa trong họ Hoa chuông. Loài này được F.Muell. mô tả khoa học đầu tiên năm 1858.